# Myricaria rosea
Myricaria rosea är en tamariskväxtart som beskrevs av William Wright Smith. Myricaria rosea ingår i släktet klådrissläktet, och familjen tamariskväxter. Inga underarter finns listade.